# Orthia
Orthia é um gênero de traça pertencente à família Arctiidae.